# Мак-Леннан
Мак-Леннан (англ. McLennan) — містечко в Канаді, у провінції Альберта, у складі муніципального району Смоукі-Рівер № 130.

## Населення
За даними перепису 2016 року, містечко нараховувало 701 особу, показавши скорочення на 13,3%, порівняно з 2011-м роком. Середня густина населення становила 188,7 осіб/км².
З офіційних мов обидвома одночасно володіли 150 жителів, тільки англійською — 485. Усього 60 осіб вважали рідною мовою не одну з офіційних, з них 25 — одну з корінних мов, а 5 — українську.
Працездатне населення становило 285 осіб (63,3% усього населення), рівень безробіття — 14% (10,3% серед чоловіків та 17,9% серед жінок). 91,2% осіб були найманими працівниками, а 7% — самозайнятими.
Середній дохід на особу становив $50 412 (медіана $35 072), при цьому для чоловіків — $59 415, а для жінок $42 079 (медіани — $41 259 та $31 680 відповідно).
30,8% мешканців мали закінчену шкільну освіту, не мали закінченої шкільної освіти — 29,7%, 39,6% мали післяшкільну освіту, з яких 30,6% мали диплом бакалавра, або вищий.
| Статево-вікова структура населення | Статево-вікова структура населення | Статево-вікова структура населення | Статево-вікова структура населення | Статево-вікова структура населення |
| ---------------------------------- | ---------------------------------- | ---------------------------------- | ---------------------------------- | ---------------------------------- |
|                                    |                                    |                                    |                                    |                                    |
| Всього                             | Всього                             | 51,4%48,6%                         |                                    |                                    |
| 0 — 14 років                       | 0 — 14 років                       |                                    | 20,6%                              | 20,6%                              |
| 15 — 64 років                      | 15 — 64 років                      |                                    | 56,7%                              | 56,7%                              |
| 65 і більше                        | 65 і більше                        |                                    | 22,7%                              | 22,7%                              |
| 85 і більше                        | 85 і більше                        |                                    | 6,4%                               | 6,4%                               |
| Середній вік (років)               | Середній вік (років)               | 41,443,3                           | 42,3                               | 42,3                               |
| Медіана (років)                    | Медіана (років)                    | 40,943,2                           | 42,4                               | 42,4                               |
| — чоловіки — жінки                 |                                    |                                    |                                    |                                    |

| Походження мешканців:     | Походження мешканців:     | Походження мешканців: | Походження мешканців: | Походження мешканців: |
| ------------------------- | ------------------------- | --------------------- | --------------------- | --------------------- |
| Походження                |                           |                       | осіб                  | %                     |
| Корінні американці        | Корінні американці        |                       | 180                   | 25.68%                |
| Інше північноамериканське | Інше північноамериканське |                       | 225                   | 32.1%                 |
| Європейське               | Європейське               |                       | 425                   | 60.63%                |
| британське                | британське                |                       | 185                   | 26.39%                |
| французьке                | французьке                |                       | 275                   | 39.23%                |
| українське                | українське                |                       | 40                    | 5.71%                 |

| Зайнятість населення за галузями (за класифікацією NOC): | Зайнятість населення за галузями (за класифікацією NOC): | Зайнятість населення за галузями (за класифікацією NOC): | Зайнятість населення за галузями (за класифікацією NOC): | Зайнятість населення за галузями (за класифікацією NOC): |
| -------------------------------------------------------- | -------------------------------------------------------- | -------------------------------------------------------- | -------------------------------------------------------- | -------------------------------------------------------- |
|                                                          |                                                          |                                                          |                                                          |                                                          |
| Управління                                               | Управління                                               |                                                          | 16,1%                                                    | 16,1%                                                    |
| Бізнес, фінанси та адміністрування                       | Бізнес, фінанси та адміністрування                       |                                                          | 12,5%                                                    | 12,5%                                                    |
| Природничі та прикладні науки                            | Природничі та прикладні науки                            |                                                          | 3,6%                                                     | 3,6%                                                     |
| Охорона здоров'я                                         | Охорона здоров'я                                         |                                                          | 17,9%                                                    | 17,9%                                                    |
| Освіта, правозахист, муніципальні та урядові служби      | Освіта, правозахист, муніципальні та урядові служби      |                                                          | 5,4%                                                     | 5,4%                                                     |
| Роздрібна торгівля та послуги                            | Роздрібна торгівля та послуги                            |                                                          | 14,3%                                                    | 14,3%                                                    |
| Гуртова торгівля, транспорт та обладнання                | Гуртова торгівля, транспорт та обладнання                |                                                          | 23,2%                                                    | 23,2%                                                    |
| Природні ресурси, сільське господарство                  | Природні ресурси, сільське господарство                  |                                                          | 3,6%                                                     | 3,6%                                                     |
| Виробництво                                              | Виробництво                                              |                                                          | 8,9%                                                     | 8,9%                                                     |

## Клімат
Середня річна температура становить 1,5°C, середня максимальна – 20,7°C, а середня мінімальна – -21,3°C. Середня річна кількість опадів – 445 мм.
| Клімат поселення                              | Клімат поселення | Клімат поселення | Клімат поселення | Клімат поселення | Клімат поселення | Клімат поселення | Клімат поселення | Клімат поселення | Клімат поселення | Клімат поселення | Клімат поселення | Клімат поселення | Клімат поселення |
| Показник                                      | Січ.             | Лют.             | Бер.             | Квіт.            | Трав.            | Черв.            | Лип.             | Серп.            | Вер.             | Жовт.            | Лист.            | Груд.            |                  |
| Середній максимум, °C                         | −9,51            | −6,09            | −0,93            | 9,22             | 15,46            | 19,75            | 20,68            | 19,54            | 14,42            | 8,66             | −1,71            | −8,32            |                  |
| Середня температура, °C                       | −15,39           | −11,96           | −6,81            | 3,33             | 9,59             | 13,87            | 15,97            | 14,81            | 9,68             | 3,95             | −6,43            | −13,04           |                  |
| Середній мінімум, °C                          | −21,27           | −17,84           | −12,69           | −2,54            | 3,71             | 8,00             | 11,24            | 10,08            | 4,96             | −0,77            | −11,14           | −17,75           |                  |
| Норма опадів, мм                              | 29               | 20               | 17               | 20               | 34               | 75               | 69               | 58               | 42               | 27               | 30               | 24               |                  |
| Середньомісячна швидкість вітру, м/с          | 3.60             | 3.60             | 3.60             | 3.70             | 3.69             | 3.50             | 3.00             | 3.00             | 3.40             | 3.80             | 3.50             | 3.60             |                  |
| Середньомісячна сонячна радіація, кДж/м²·день | 2590             | 5888             | 11337            | 16863            | 20340            | 21933            | 21478            | 17570            | 11547            | 6346             | 2990             | 1860             |                  |
| --------------------------------------------- | ---------------- | ---------------- | ---------------- | ---------------- | ---------------- | ---------------- | ---------------- | ---------------- | ---------------- | ---------------- | ---------------- | ---------------- | ---------------- |
| Джерело:                                      |                  |                  |                  |                  |                  |                  |                  |                  |                  |                  |                  |                  |                  |